# 釋真淨
釋真淨（1262年－1333年），字如庵，號佛心弘辨， 華亭府人士（現中國上海市松江區），俗姓姚，母親朱氏，元朝杭州上天竺寺沙門。

## 生平
真淨法師的母親朱氏夢見月亮從海面昇起墮入懷中，此後便有身孕，淨法師出生時，整間屋子充滿祥瑞的光芒。有一位異僧來訪，對朱氏說：「這個孩子是海月法師再來。」真淨九歲時，依止化城寺明靜志法師，學習《法華經》，過目成誦，十六歲剃度出家。
真淨法師夙慧頓，深入經藏研究諸乘法義，後前往杭州普福寺參學於雲夢允澤，後依止杭州武林的無極可度法師座下，盡得其學，為無極法師的法嗣弟子。元大德年間，住海鹽縣德藏寺，至治年間（1321年－1323年）遷錫到松江超果寺，泰定年間（1324年－1328年）移居下天竺寺七年，說法講席不倦，各地聞名而來參學的僧俗眾多，便開辟開拓寺前的道路，興建高大的寺門，題寺匾為「佛國山」。
至順辛未年間（1331年），上天竺寺住持湛堂澄公和尚，以年老告假退休，大眾推舉真淨法師接任。自此真淨法師殫心弘法，常隨學者有數千人，元文宗仰慕其道，特賜「佛心弘辨」法號及金紋紫袈娑給真淨法師。法師圓寂於元統元年（1333年），世壽七十二歲，僧臘五十六，圓寂後舌頭和頭頂骨不壞，火化得五色舍利。

## 法嗣

### 師長
- 雲夢允澤
- 無極可度

## 外部連結
- 中國百科網－天竺法师（真淨）《释氏稽古略续集》[永久]